# Třída Peacock
Třída Peacock je třída hlídkových lodí britského královského námořnictva. Celkem bylo postaveno pět jednotek určených pro službu v Hongkongu. Později byla plavidla prodána zahraničním uživatelům, které tři získaly Filipíny jako třída Jacinto a další dvě Irsko.

## Stavba
Roku 1981 byla objednána stavba pěti jednotek této třídy, které měly v Hongkongu nahradit minolovky třídy Ton. Všech pět lodí postavila skotská loděnice Hall, Russell & Company v Aberdeenu. Tři čtvrtiny stavebních nákladů přitom hradila hongkongská vláda. Do služby vstoupily v letech 1983–1984. Operovaly ze základny HMS Tamar.
Jednotky třídy Peacock:
| Jméno               | Spuštěna         | Vstup do služby | Status |
| ------------------- | ---------------- | --------------- | --- |
| HMS Peacock (P239)  | 1. prosince 1982 | říjen 1983      | Vyřazena 1. srpna 1997. Dne 4. srpna 1997 uveden do služby u filipínského námořnictva jako BRP Emilio Jacinto (PS-35).    |
| HMS Plover (P240)   | 12. dubna 1983   | 1984            | Vyřazena 1. srpna 1997. Dne 4. srpna 1997 uveden do služby u filipínského námořnictva jako BRP Apolinario Mabini (PS-36). |
| HMS Starling (P241) | 7. září 1983     | 1984            | Vyřazena 1. srpna 1997. Dne 4. srpna 1997 uveden do služby u filipínského námořnictva jako BRP Artemio Ricarte (PS-37).   |
| HMS Swallow (P242)  | 30. března 1984  | 1985            | Sloužila v Hongkongu. Roku 1988 prodána Irsku jako LÉ Ciara (P42), vyřazen 8. července 2022.                              |
| HMS Swift (P243)    | 11. září 1984    | 1985            | Sloužila v Hongkongu. Roku 1988 prodána Irsku jako LÉ Orla (P41), vyřazen 8. července 2022..                              |

## Konstrukce

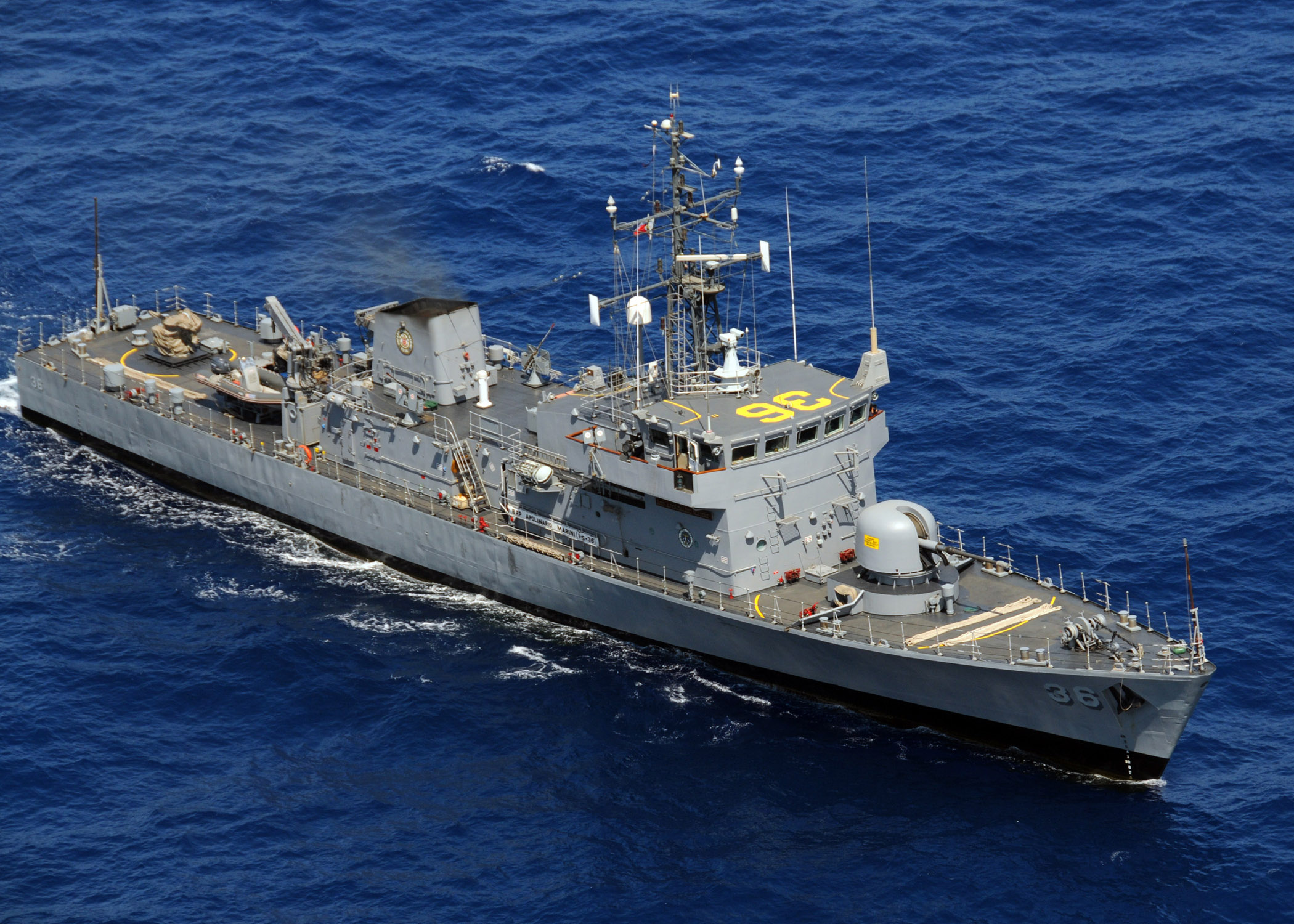
BRP Apolinario Mabini (PS-36)

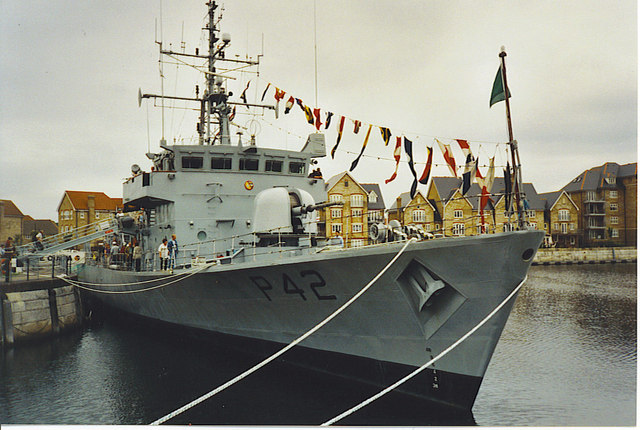
LÉ Orla (P41)

Posádku tvořilo šest důstojníků a 33 námořníků. Plavidla byla vyzbrojena jedním 76mm kanónem OTO Melara Compact ve dělové věži na přídi, dvěma kulomety a dvěma raketomety. Byly vybaveny dvěma rychlými čluny Avon Searider SR5M, které mohly přepravovat malou jednotku Royal Marines.
Pohonný systém tvoří dva diesely Crossley SEMT-Pielstick 16PA6V-280, každý o výkonu 7090 bhp, pohánějící dva lodní šrouby. Nejvyšší rychlost dosahuje 25 uzlů. Dosah je 2500 námořních mil při rychlosti 17 uzlů.

### Modifikace
Výzbroj třídy Jacinto tvoří jeden 76mm kanón OTO Melara Compact ve dělové věži na přídi, který doplňují čtyři 7,62mm kulomety. Výzbroj irských plavidel tvoří jeden 76mm kanón OTO Melara Compact (systém řízení palby Radamec), dva 20mm kanóny Rheinmetall Rh 202 a dva 12,7mm kulomety. Osobní zbraně posádky tvoří pistole ráže 9 mm a kulomety ráže 7,62 mm.